# Adolph Marius Karel Wolphgangh van Ittersum

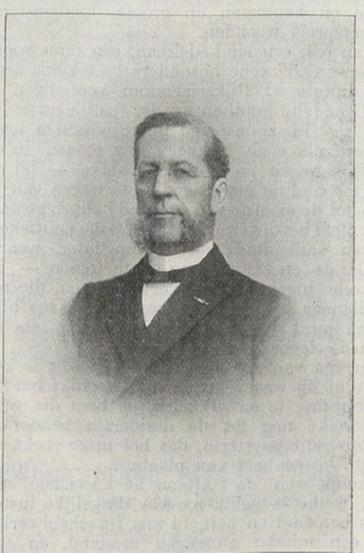
Adolph Marius Karel Wolphgangh baron van Ittersum (1833-1904)

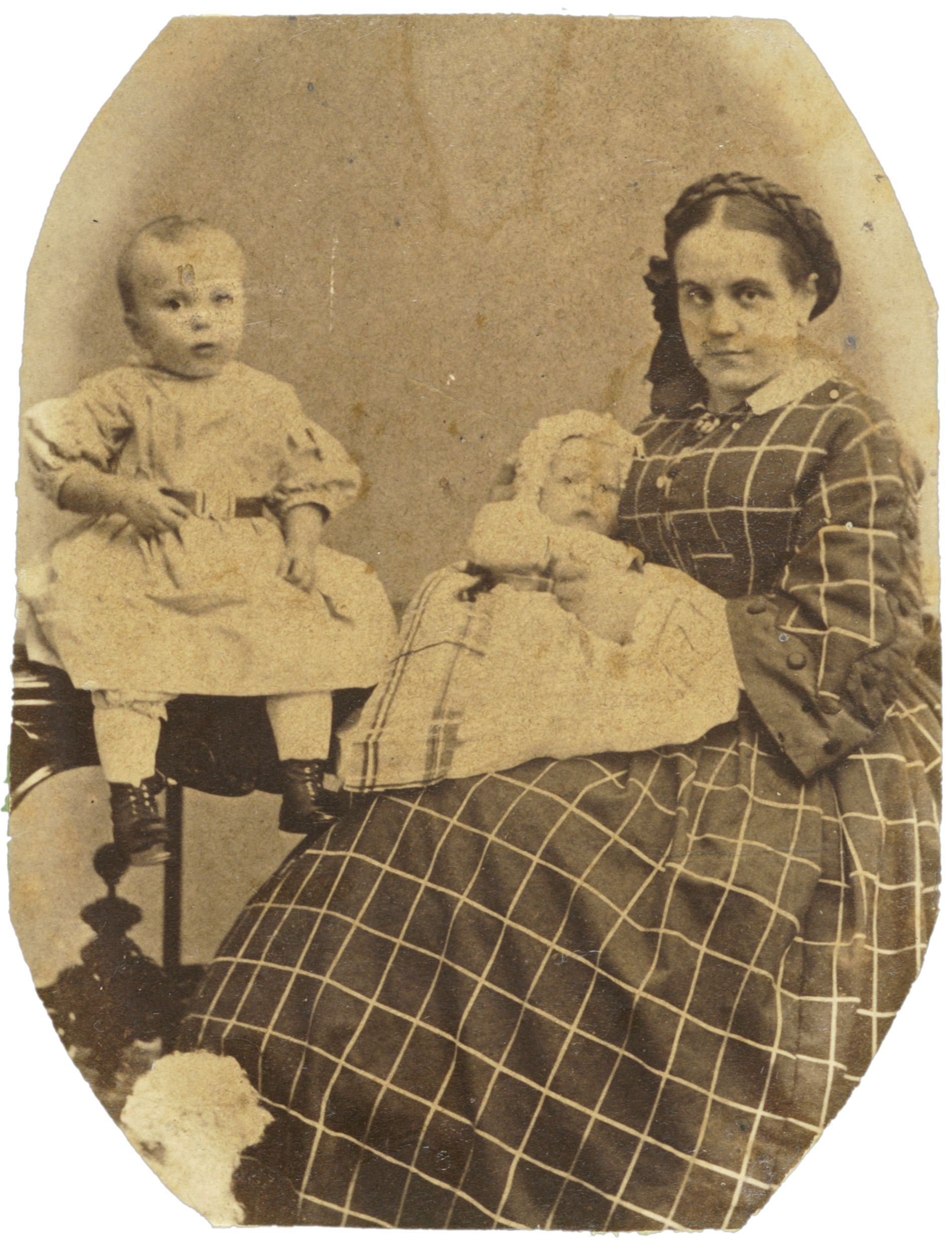
Portret van Cornelie Henriette Hermine van der Goes (1838-1906) en haar zonen in 1862

Adolph Marius Karel Wolphgangh baron van Ittersum (Hattem, 25 augustus 1833 -  Nijmegen 16 augustus 1904) was een Nederlands waterbouwkundige, zoon van  Frederik Alexander Sippo Arnold baron van Ittersum, kantonrechter te Elburg, en Wilhelmina Frederika baronesse Bentinck. Hij was van 1858 tot 1898 in dienst van Rijkswaterstaat. Hij overleed in 1904 in Nijmegen en is op 19 augustus van dat jaar in Hattem begraven.              
Hij studeerde van 1852 tot 1857 aan de Koninklijke Akademie te Delft en werd in juli 1858 na het vergelijkend examen surnumerair bij de Waterstaat en in oktober 1860 aspirant ingenieur. Hij werd toen belast met het voltooien van de werken tot kanalisatie van de Hollandse IJssel tussen de Doorslag en Gouda. In 1864 was hij kort arrondisementsingenieur in Goes, maar werd in 1866 naar Kampen en in 1867 naar Zutphen overgeplaatst. Hier bleef hij tot 1881, in welk jaar hij hoofdingenieur in Noord-Brabant werd. In 1890 werd hij overgeplaatst naar Den Haag waar hij inspecteur werd.  Om gezondheidsredenen (hij had reuma) nam hij met ingang van 1 november 1898 ontslag. Hij vestigde zich toen te Nijmegen, vanwege de drogere lucht.               
Hij trouwde op 17 augustus 1859 in Delft met Jkvr. Cornelie Henriëtte Hermine van der Goes, de dochter van mr. Willem van der Goes, advocaat en lid van de gemeenteraad van Delft. Hij had 3 zonen en 3 dochters.               

## Jeugd en opleiding
Hij groeide op in het kleine toen nog ommuurde Hattem, een plattelandsstadje, in een huis, hoog op de oude wallen. Zijn vader was vrederechter in het kanton Elburg (later veranderd in kantonrechter), een ambt met grote invloed, dat hem met mensen van allerlei slag in aanraking bracht, en meer dan enige andere rechterlijke betrekking deed inleven in het leven van burger en landman. Hattem was weliswaar klein, maar hoogst aristocratisch en verfijnd — spottend noemde men het „klein Parijs"; daarbij was het zeer onafhankelijk en vrijzinnig.
Door zijn opvoeding in deze omgeving kreeg voor hem het woord „eigen-grond" een bijzondere betekenis. Hij kon hierdoor ook later elke duimbreed Rijkseigendom verdedigen tegen den nooit eindigende landhonger van de aanliggende eigenaren. Doordat hij in zijn jeugd rondgezworven in de bossen van de Veluwe had hij later een grote interesse voor de beplanting met houtwallen langs de wegen en kanalen. Investeren hierin is mede door hem een traditie geworden bij Rijkswaterstaatingenieurs. Hij stelde zich op als een rentmeester met oog voor de lange termijn ontwikkeling.
Zijn opvoeding is kenmerkend voor die tijd en was heel geschikt om zijn aanleg in goede richting te ontwikkelen, en hem die veelzijdigheid te geven die voor een edelman nodig is. Aanvankelijk ging hij naar de Hattemse kostschool; een kostschool, die beurtelings beroemd en berucht was. De school verkeerde toen in een minder gunstige toestand, en zo werd de twaalfjarige knaap in mei 1845 naar Brummen gezonden, waar op de Kleine Zegerij de heer Niemeijer een kostschool had. Om de overgang uit het ouderlijk huis niet te groot te maken, werd hij eerst in de halve kost gedaan en bij een oom ingekwartierd. Na de grote vakantie werd hij in de volle kost opgenomen. Hij bleef vijf jaren op de school. Eind maart 1850 vertrok hij naar de kostschool der broedergemeente te Neuwied, een instelling die door meerdere Nederlanders bezocht werd, en waar die eenvoudige, inderdaad broederlijke geest heerste, die de Hernhutters steeds bezielt. Ongetwijfeld is dit verblijf van grote invloed op de karaktervorming geweest, en zijn de huiselijke eenvoud en de evangelische verdraagzaamheid zijn daaraan in niet geringe mate toe te schrijven.
De broederschool had een eigenaardigheid, die wees op de bezwaren aan het reizen in die tijd, maar ook op pedagogische gronden zeker goed te verdedigen is. Vakanties bestonden niet; in de plaats daarvan werden voetreizen ondernomen onder begeleiding van de onderwijzers, die hierdoor de leerlingen ook buiten het schoolse ssteem leerden kenen. Twee vakanties bracht de jonge van Ittersum op de broederschool door — hij maakte dus twee voetreizen, en bezocht in die periodes Nassau, Hamburg, Frankfort en Heidelberg.

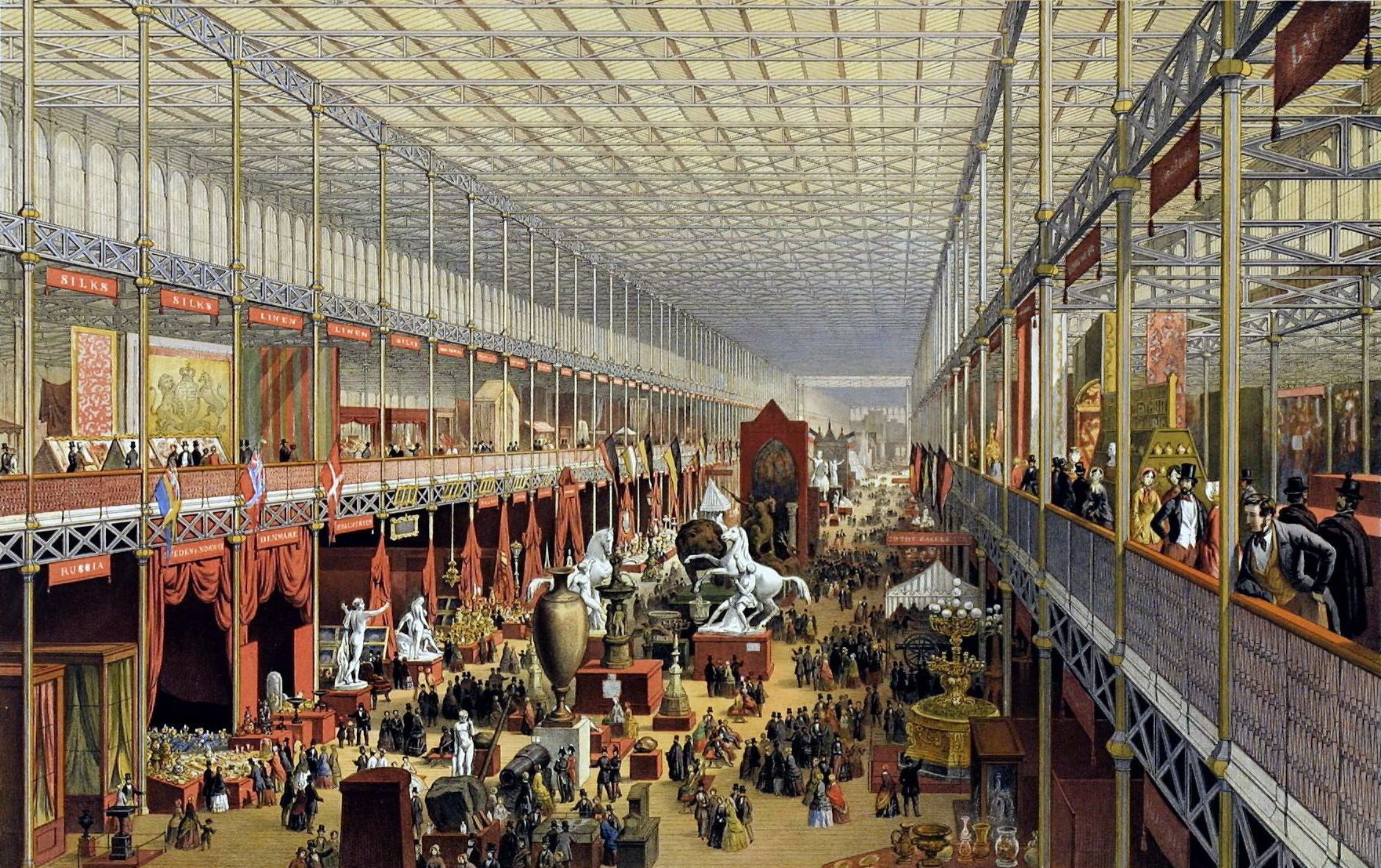
Crystal Palace tijdens de wereldtentoonstelling van 1851

Begin juli 1851 werd Neuwied voorgoed verlaten, en kort daarna nam hij zijn intrek in Utrecht bij zijn grootmoeder van vaderszijde, waar hij dagelijks privaatles ontving van de heer Grothe, de latere bekende Delftse hoogleraar, toen directeur van Technische School in Utrecht. Een veertiendaags reisje in 1851 naar Londen, in gezelschap van zijn vader, om de eerste wereldtentoonstelling te bezichtigen, brak de studie even af. In juni 1852 deed hij toelatingsexamen voor de Koninklijke Akademie te Delft. Hij slaagde, maar deed in september met nog enkele studenten een nieuw examen waardoor hij onmiddellijk tot het tweede studiejaar kon worden toegelaten. Ook hierin slaagde hij, tegelijk met twee andere adspiranten voor het ingenieursvak: M.J.van Duijn en J.J. Bienfait.
In het 3e jaar werd hij lid van de Senaat, later zelfs vicepresident, wat hij tot afloop van zijn studietijd bleef, en kort voor zijn afstuderen verloofde hij zich met de Delftse jonkvrouwe Cornelie van der Goes. Zij trouwden twee jaar later. 

## Eerste werkkring
Na zijn afstuderen in 1857 werd hij kort buitengewoon opzichter bij de waterstaat, en werd ingezet voor de werken van de Nieuwe Merwede. Kort daarna werd hij toegevoegd aan de hoofdinspecteur van Rijkswaterstaat, ir. Van der Kun. Met hem maakte hij een dienstreis nar Brussel voor overleg met België over het gebruik van het Maaswater voor de Zuid-Willemsvaart en de irrigatie van landbouwgronden in de Belgische Kempen. Daarnaast werd hij ingezet voor allerlei klusjes, zo werkte hij samen met zijn collega Steuerwald aan de waterpassingen in Rotterdam en Vlaardingen voor het vastleggen van het NAP.
Vanwege zijn trouwplannen wilde hij graag een vaste plaats hebben, en zo werd hij in mei 1859 toegevoegd aan de hoofdingenieur Docters van Leeuwen in Gorinchem. Hij trouwde kort daarop (op 17 augustus 1859 in Delft). Na anderhalf jaar werd hij bevorderd, na een korte periode van vervanging van ir. Pieter Caland in verband met diens verlof en werd hij verantwoordelijk voor de afronding van de verbeteringswerken van de Hollandse IJssel. De werken waren in maart 1864 afgerond en werd hij overgeplaatst aar Zeeland. 

## Zeeland en Kampen
Hij werd in Zeeland verantwoordelijk voor Noord- en Zuid Beveland, met als standplaats Goes. Maar evenals zijn voorganger, mocht hij, wegens gebrek aan een geschikte woning in Goes, zich vestigen in Wihelminadorp. Daar bracht hij een tweetal gelukkige jaren door, en werd zijn 3e en zijn 4e kind geboren. De werkkring was een veel omvattend, want Rijkswaterstaat had een heel breed takenpakket.  Alle takken van dienst riepen de hulp in van de Waterstaatsingenieur. Deze bouwde zelfs telegraafkantoren, douanehuisjes, gevangenissen, gerechtsgebouwen en zelf kerken (waterstaatskerk).

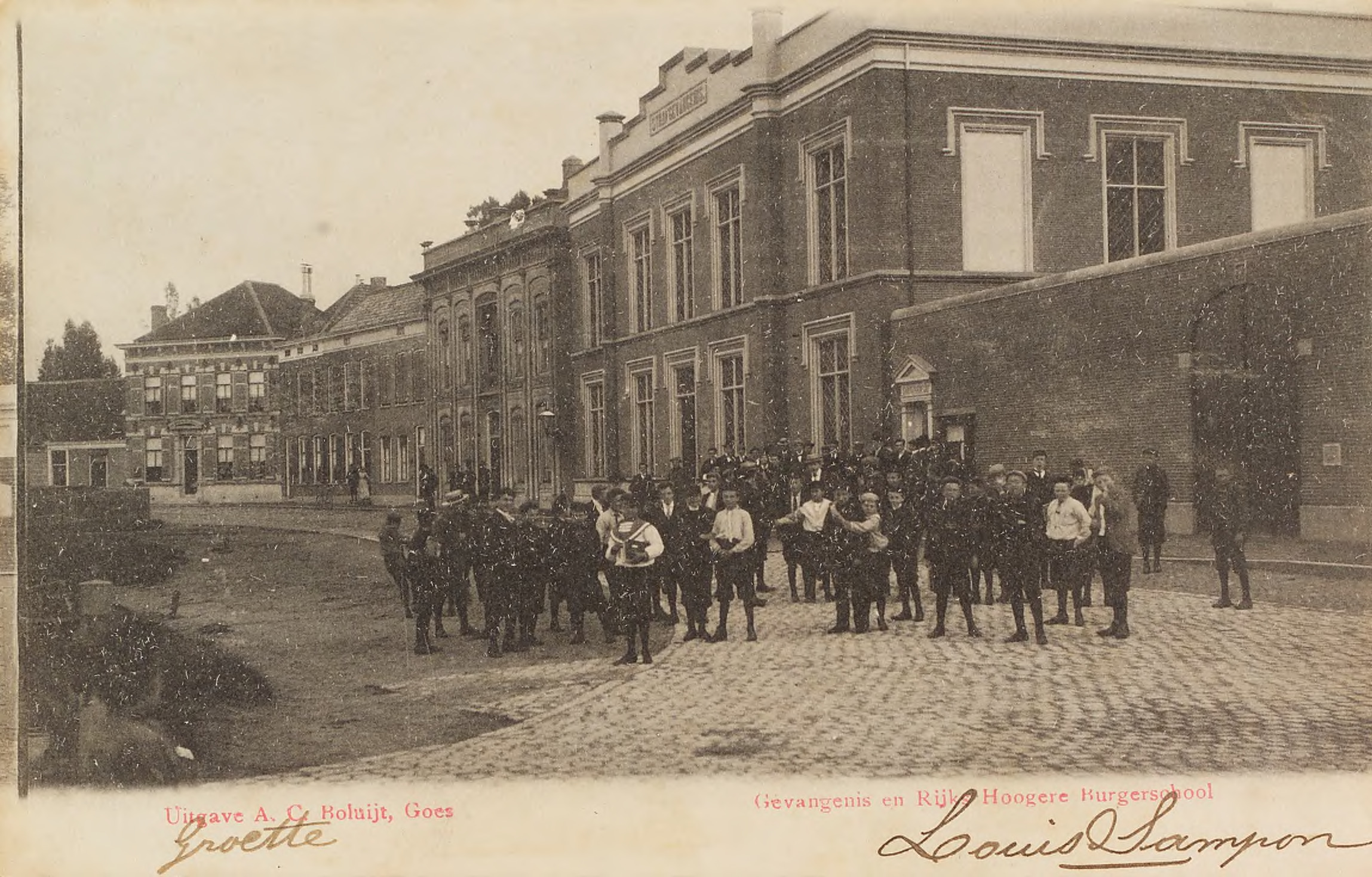
Gevangenis en rijksHBS (links) in Goes

Ook de taak van van Ittersum was heel uitgebreid. Als eigenlijk Waterstaatsingenieur waren het voornamelijk de oeververdedigingen in Zeeland die hem werk verschaften. Niet minder dan vijftien calamiteuze polders stonden onder zijn toezicht. Bovendien werd onder zijn leiding grotendeels de gevangenis te Goes gebouwd. Voor de artesische putboring voor dit gebouw, maakte hij een studiereis naar Brugge, Oostende en Antwerpen, want het was een der eerste van soortgelijke werk in Nederland en voorbeelden ontbraken. Die boring, die tot grote diepte ging, leidde niet tot het gewenste resultaat.
Na twee jaar werd hij weer overgeplaatst, zoals in die tijd gebruikelijk was. Hij ging in 1866 naar Kampen. Het probleem daar was wel het vinden van huisvesting. Fatsoenlijke huurhuizen waren er bijna niet, en een huis kopen is met de frequente overplaatsingen ook niet mogelijk. Er stond overigens ook vrijwel niets te koop. Zo begon met het vertrek naar Kampen voor de familie van Ittersum een aantal  omzwervingen door slechte of triestige huizen, die in Zutphen en in Den Bosch werd voortgezet en eerst in Den Haag eindigde.
Ook in Kampen had hij een breed takenpakket. Schokland vroeg aandacht ten aanzien van de zeewering daar. Maar bij het noordelijk arrondissement van Overijssel behoorden toen nog de rivierwerken langs den IJssel en aangezien de provinciale dienst nog niet van de Rijksdienst gescheiden was hoorden daar ook bij de Willemsvaart, het Meppelerdiep en de Dedemsvaart. Vooral op laatstgenoemde vaart werden tijdens zijn kort verblijf belangrijke werken uitgevoerd, schutsluizen werden vernieuwd, de Lutterhoofdwijk en het  Ommerkanaal aangelegd, en ten behoeve van de gemeente Genemuiden (de Waterstaat voerde toen ook particuliere werken uit) in de haven van dat stadje een keersluis (de Sas) gebouwd.

## Arrondissement Zutphen
Met zijn overplaatsing naar het arrondissement Zutphen (noordelijke helft der Veluwe en Graafschap) op 1 oktober 1867 ving het veertienjarig tijdperk aan, waarin het hij al zijn krachten kon wijden aan eenzelfde complex van werken. Hij was Geldersman in hart en nieren, zijn geslacht was Gelders, overal in de provincie woonden bloedverwanten en oefenden er invloed uit. Desondanks verdedigde hij de rijksbelangen met hart en ziel, boven zijn privébelangen. Volgens Tutein Nolthenius had “hij als goed ingenieur nog iets meer dan hart voor zijn werk, hij moet hart en ziel hebben voor de landstreek, waarin en waarvoor hij werkt, en voor welke heeft men dat meer dan voor den geboortegrond ?”
In één opzicht was de dienst anders dan op de vorige standplaatsen. In Gelderland was al vanaf 1865 het beheer over de provinciale werken en het behandelen der provinciale aangelegenheden aan de Rijkswaterstaat onttrokken. Maar verder was er afwisseling genoeg. De eigenlijke Waterstaatsdienst omvatte de rivierwerken langs den IJssel (met de “bakendienst”, de instandhouding van bakens en betonning) van Dieren tot Deventer langs beide oevers, en van Deventer tot Katerveer langs de Gelderse zijde; het Apeldoorns kanaal en een groot aantal Rijkswegen. Verder een groot aantal verspreide viaducten en duikers, die later deels aan de betrokken gemeenten zijn overgedragen. Tijdens zijn verblijf in Zutphen werd het rivierbeheer bij Rijkswaterstaat gecentraliseerd en daardoor verviel van de zorg voor de IJsselwerken (1875). Dat ging ook zo met andere oneigenlijke beheerstaken van Rijkswaterstaat. Zo verviel zijn beheer over  de telegraaflijnen en de belastinggebouwen (overgegaan in 1877), de Rijksscholen (1878), en het toezicht op het bouwen van kerken (1880). Maar toch bleef de werkkring druk genoeg, die daarenboven het toezicht op de aanleg van de spoorwegen Amersfoort—Apeldoorn—Zutphen, Zutphen—Winterswijk en de stoomtramweg Dieren—Doesburg—Doetichem omvatte.

### Apeldoorns kanaal

#### De toestand bij aantreden
Zijn belangrijkste werk in de Zutphense periode was de ingebruikname van het Apeldoorns Kanaal. Oorspronkelijk was het een doodlopend kanaaltje van Hattem naar Apeldoorn, gefinancierd door Koning Willem I. Omdat dit geen succes was is in 1858 besloten om het kanaal te verruimen en door te trekken naar de IJssel bij Dieren. Dit rivierpand is aangelegd tussen 1859 en 1864, en grotendeels aangelegd in ophoging. Het was dus helemaal "gereed" toen Van Ittersum in Zutphen begon. Tutein Nothenius schrijft hierover:  
Het nieuwe pand toch verkeerde in een zeer bijzonderen toestand. Het was de spot van Apeldoorn's ingezetenen, eene ergernis voor vele Kamerleden, en bracht den Waterstaat in verdenking van onbekwaamheid. Het nieuwe pand had namelijk geen water; een groenig waas van planten bedekte den bodem, en er gingen geruchten dat de Rijksontvanger de jacht op die grasvlakte zou verpachten. Zelfs mannen als Stieltjes en Storm van 's-Gravesande verklaarden in de meest besliste termen dat het kanaal mislukt was. In een verhandeling over de IJsselverdediging, door eerstgenoemde gehouden in de Vereeniging ter beoefening van de krijgswetenschap op 29 Nov. 1867, liet deze zich negatief hierover uit.  
En Jhr. Storm van 's Gravesande liet zich in de Tweede Kamer hier ook heel erg negatief over uit, met name over het feit dat het kanaal in ophoging was aangelegd, in een zandige bodem en zonder goede bodemafdichting was de steen des aanstoots. Maar het gaat wat ver om de ontwerpers  hiervan helemaal de schuld te geen. Het plan was om nieuwe sprengen op te sporen om daarmee het kanaal te voeden. Het probleem daarbij was dat op de Veluwe er veel waterrechten in handen waren van papiermolens. Bovendien was de hoeveelheid inzijging van water in de zandig bodem sterk onderschat. Al in de jaren voor de komst van Van Ittersum is men begonnen met de verbeteringen.

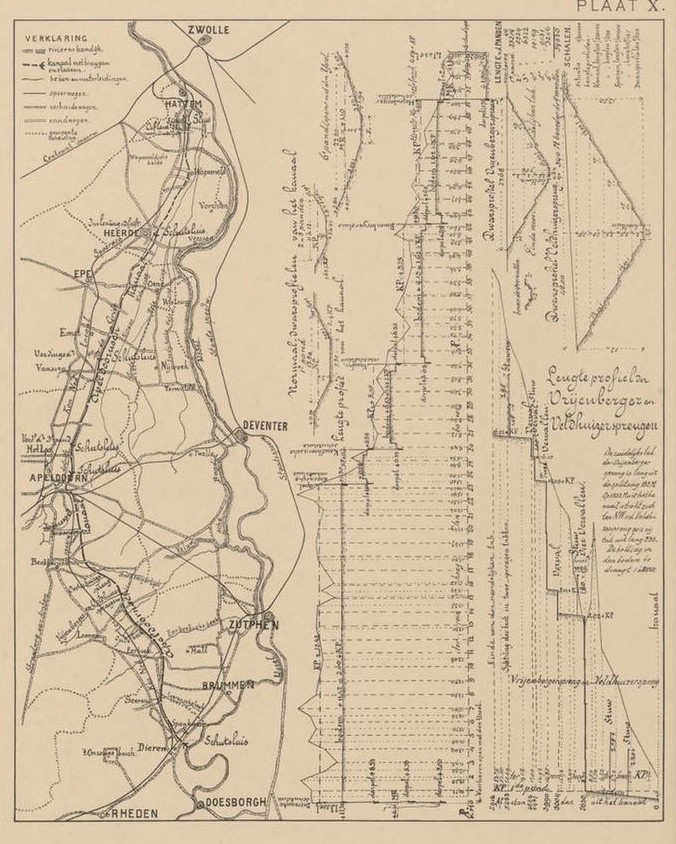
Plattegrond en langsprofiel van het Apeldoorns kanaal (kaart uit 1897)

In het verslag van 1867 wordt al uitdrukkelijk te kennen gegeven dat  alle moeilijkheden overwonnen zijn. In dat jaar was de verschrikkelijke kwel bedwongen, die het jaar daarvoor tussen Spankeren en Dieren, over een traject van ruim 1700 m, aan het kanaal niet minder dan 4500 m³ water per etmaal onttrok, vrijwel net zoveel als toen in totaal aan voedingswater voor het pand beschikbaar was. Door het aanbrengen van een kleibekleding van 10 tot 15 cm dikte was dat cijfer tot 1000 m³ per etmaal teruggebracht. Tevens had de onteigeningswet van 15 juni 886 de gelegenheid geschapen om een tweetal sprengen in het kanaal te leiden: de Oosterhuizerspreng, met een geschatte aanvoer van 2000 à 3000 m³ per etmaal en de Zwaanspreng, met 6000 m³ per etmaal — vermogens die inderdaad juist geschat bleken te zijn. (Volgens het verslag over 1902 heeft de Zwaanspreng in de zomermaanden gemiddeld 6147 m³, in de wintermaanden 6109 m³ gegeven; voor de Oosterhuizerspreng zijn deze getallen 2406 m³ en 2513 m³). Maar de juichkreet van 1867 was te voorbarig, want later bleek dat in totaal 23.000 m³ per etmaal nodig was. Er ontbrak nog een tienduizendtal — bijna de helft van wat nodig was. 
En toen men, door de ondervinding teleurgesteld, de Veldhuizer spreng opende, en deze een zesduizend kubieke meters water per etmaal leverde, meende men opnieuw dat thans het pleit gewonnen was. (Jaarverslag over 1869). Uitdrukkelijk verklaart zelfs de hoofdingenieur Ortt van Schonauwen in een brief aan het Kon. Instituut van Ingenieurs van dat jaar: „Men kan rekenen dat door bovengenoemden wateraanvoer (Zwaanspreng, Oosterhuizerspreng en Veldhuizerspreng) en die van Kaijersbeek en Oude beek thans voldoende in de voeding van het kanaal is voorzien".
Maar ook dat was te optimistisch,  pas jaren later door het verlengen van de Veldhuizerspreng en het graven van de Vrijenbergerspreng, is ten slotte de watervoorziening geregeld. 

#### De bijdrage van Van Ittersum aan de oplossing

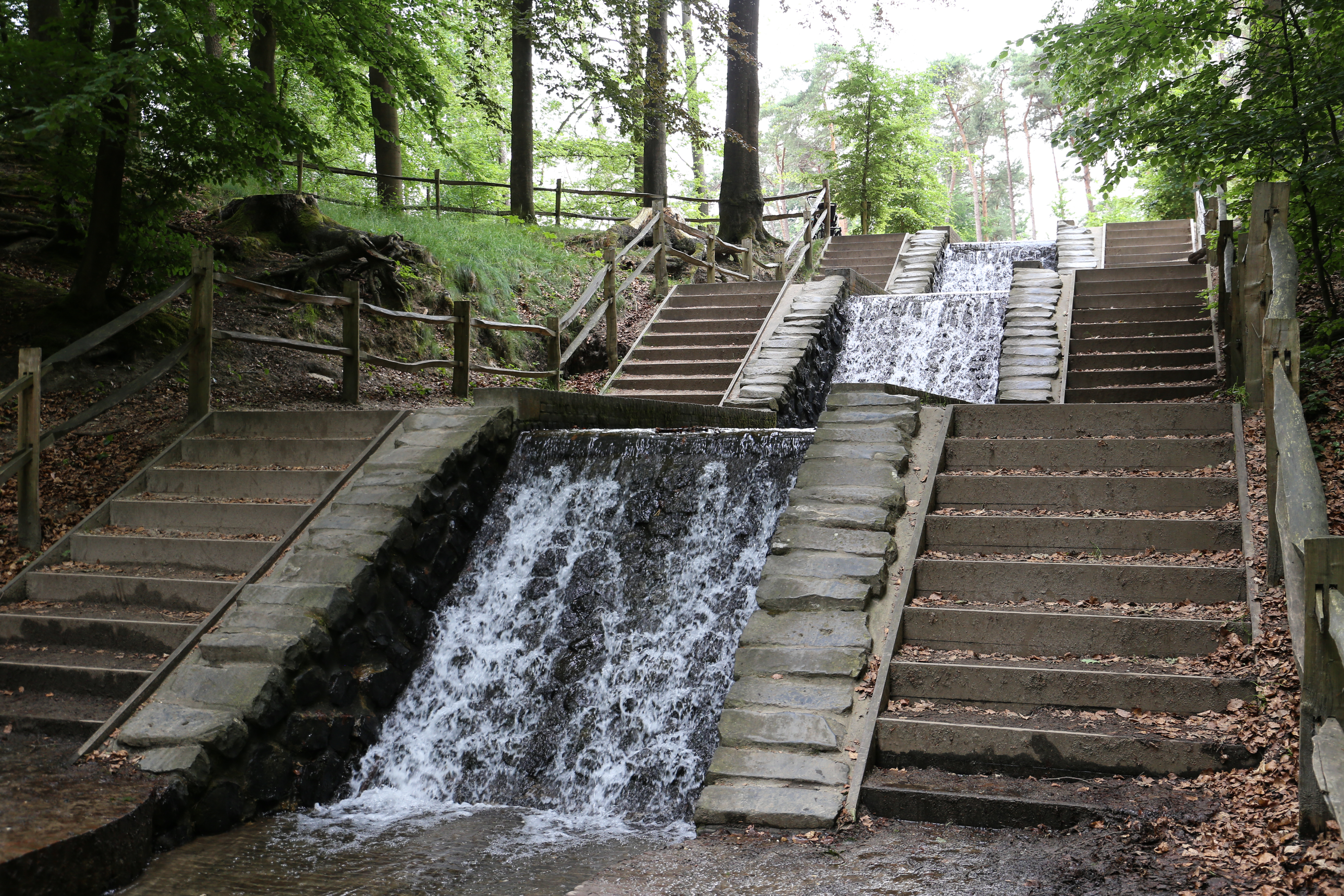
Waterval in de Vrijenberger Spreng

Direct na zijn aantreden in 1867 kreeg Van Ittersum de taak om het nog ontbrekende water voor het kanaal op te sporen en naar het kanaal te leiden. Dit werk heeft hij in de jaren 1869-1870 tot uitvoering gebracht, onder andere door de aanleg van de watervallen van de Vrijenberger Spreng met een verval van 8 m. De totale lengte van de sprengen is ongeveer 6 km vanaf de Woeste Hoeve tot aan het kanaal. Van Ittersum had een voorliefde voor landschappelijke mooie beplanting. en dat is heden ten dage nog steeds hier terug te zien.
Het ging niet zonder slag of stoot. Ten eerste moesten alle watergangen die zelf geen water leverden, maar alleen voor transport van water dienden een kleibekleding krijgen om waterverliezen tegen te gaan. Verder moest er zuinig omgesprongen worden met het voedingswater, want alleen dan kon het kanaal op peil gehouden worden.

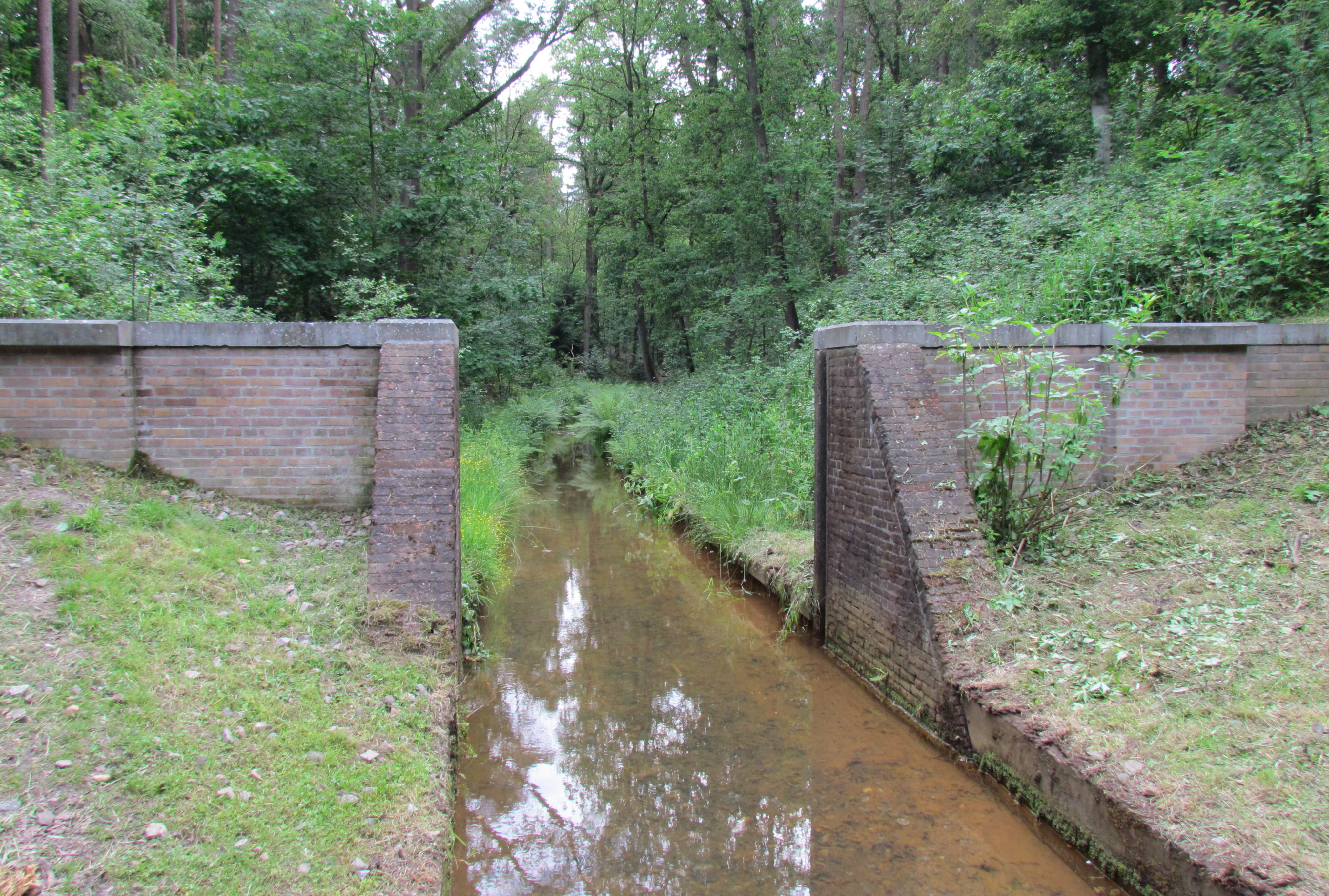
Een stuw in de Veldhuizer Spreng

De aanleg van spaarbekkens was niet mogelijk, en bepaalde terreinen werden als berging  gebruikt door het opzetten van de grondwaterstand, waardoor een nat gebied ontstond. In de beken werden daarvoor stuwen gebouwd die de afstroming verhinderden en de waterspiegel verhoogden. Bij heropening van de stuw vloeide dat water weer terug in de beek. Niet al het water kwam op deze manier terug, een deel vloeide door zijdelings afvloeiing weg. Dit is met name toegepast bij de Vrijenberger Spreng en de Veldhuizer Spreng.  
Toch was het zelfs met deze middelen in het begin niet altijd mogelijk het kanaal op peil te houden. In later jaren is de toestand veel gunstiger geworden, ten dele ten gevolge van het inklinken der dijken en het begroeien van de zandige oevers, waardoor de kwel verminderde, ten dele ook doordat men van tactiek veranderde en met het openen van de stuwen niet meer wachtte totdat de waterspiegel in het kanaal te veel was gedaald, maar deze dadelijk weer op peil bracht. De ondervinding leerde, dat de bovenlagen van de dijken als ze eenmaal droog geworden waren, veel waterverlies veroorzaken.

Door deze werken had Van Ittersum het probleem wel onder controle gekregen. Maar door het gedoe direct na het gereedkomen van het kanaal stond het kanaal nog steeds in een kwaad daglicht, Er verschijnen regelmatig artikelen in de krant waarin dit werk volledig in de grond wordt geboord. Van Ittersum meent hiertegen stelling te moeten nemen met een ingezonden stuk  in het Utrechts Provinciaal en Stedelijk Dagblad van 15 januari 1870
Mijnheer de Redacteur!
Als met de zaak volkomen bekend, gevoel ik mij gedrongen eindelijk eens op te komen tegen een systeem van logen en laster, waarmede sedert verscheidene jaren eenige weinige personen de publieke meening om den tuin trachten te leiden betreffende het Dierensche kanaal; een waterweg, die als voortzetting der oudere Hattem-Apeldoornsche vaart, eene belangrijke kanalisatie van de Veluwe uitmaakt. ,
Omtrent dit kanaal toch bevat uw overigens hooggeacht blad, in het nommer van 5 Januari jl. een berigt, dat ik, gelijk ieder, die zich de moeite geven wil het te onderzoeken, in zijne geheele strekking, van het begin tot bet einde voor onwaar durf verklaren; dat wellicht door u argeloos uit eenig ander blad is overgenomen; en hoogstwaarschijnlijk uit dezelfde bron voortvloeit, die dat werk reeds sedert zooveel jaren tracht te bekladden.
Het belang der betrokken streek moet er natuurlijk bij lijden, indien het vertrouwen op zulk een werk voortdurend ondermijnd en de schipperij alsdan afgeschrikt wordt van den nieuwen en veilig on waterweg gebruik te maken. Het zij mij daarom vergund, bedoeld artikel punt voor punt nader toe te lichten. — Het bedoeld artikel begint: 
«Nauwelijks is nu eenige weken in het kanaal Apeldoorn—Dieren genoegzame voorraad water ter bevaring aanwezig, of' de dijken beginnen het water door te laten»
Het nieuwe kanaal is reeds sedert ruim een jaar voor de scheepvaart opengesteld, en geen schip, dat in den afgeloopen zomer zich op den IJssel aan den kanaalingang bij Dieren aanmeldde, behoefde wegens te weinig water afgewezen te worden. 
Het water is in de jongste weken zelfs voortdurend boven peil geweest, doch niet hooger, dan in de laatste winters reeds het geval was. Kwel is er thans veel minder dan vroeger, om de bekende reden, dat de versche aardewerken langzamerhand digter worden, zoogenaamd: inklinken. 
«Het doorzijpelen, zegt men, neemt zoodanig toe, dat weldra kostbare maatregelen noodig zullen zijn ten einde het water te stuiten».
Het omgekeerde is, gelijk wij boven aangaven, waar: Het doorzijpelen verdwijnt meer en meer, behoudens een enkel plekje aan ééne zijde des kanaals, van nog geen 200 el (meter) lengte en dat op zeer natuurlijke wijze, zonder noemenswaardige kosten, te verbeeteren is. Het kanaal is trouwens 23 mijlen (kilometers) lang. 
Dat doorzijpelen heeft bovendien de aangrenzende dorre zandgronden geen kwaad gedaan, en het is eerder aan te nemen dat enkele belanghebbenden die natuurlijke irrigatie met zekeren spijt zien ophouden, dan dat zij zich in dit kanaalbelang verheugen.
«Deze onderneming strekt onzen ingenieurs weinig tot eer». 
Ik behoef niet op te treden om de ingenieurs naar wier plannen dit werk is gemaakt, te verdedigen; maar wil alleen de vraag stellen of iemand, die zich niet ontziet het schild der anonymiteit te misbruiken tot het verspreiden van onwaarheid, het recht heeft over questies van eer mede te spreken?
«Eerst toch is het kanaal totaal mislukt (?) en daarna gedeeltelijk de aanleg der voedingskanalen waaraan nu reeds meer dan 3 jaren gewerkt wordt; en eindelijk blijken de dijken te zwak te zijn».
Blijkt de boosaardige strekking niet uit deze geheel onware uitdrukkingen? Het kanaal mislukt? en dan nog wel «totaal» mislukt?? Wat is er dan toch mislukt? Het kanaal ligt daar zoo fraai en doeltreffend als eenig ander in Nederland.
En de voedingskanalen «gedeeltelijk» mislukt! Waarom die ook maar niet «totaal» mislukt genoemd? Of zou de logen dan te tastbaar schijnen? 
Het gedrukte jaarverslag aan den Koning over de Openbare Werken van 1868 toont in Bijlage III, dat zelfs in dat bijna voorbeeldeloos drooqe jaar de nieuw geopende sprengen of bronnen geen oogenblik geheel uitdroogden en de kleinste, de Oosterhuizerspreng als allerminste opbrengst in de maand October nog 1271 kub. el (kub. meter) water per etmaal gaf.
De nieuwe Zwaanspreng is zelfs krachtiger dan de oude bekende Eerbeeksche sprengen! 
Wat de zwakte der dijken betreft, hierover kan ik na het bovenaangehaalde verder zwijgen.
Ziedaar, Mijnheer de Redacteur, wat er aan is van het bewuste bericht. 
Getrouw uw dagblad lezende, dat ik te hooger waardeer omdat er steeds een eerlijk streven naar waarheid uit blijkt, heb ik gemeend u te moeten waarschuwen voor het overnemen van dergelijke berigten, en vlei ik mij, dat gij zult willen medewerken om die lasterpraatjes aan de kaak te stellen.
Er is door enkelen gezegd, en velen hebben het geloofd: Daar, op de Veluwe, is een kanaal gegraven, en toen het er was, kon men geen water bekomen!
Dat er geen voldoende hoeveelheid water te verkrijgen zou zijn, is thans overeenkomstig de voorspellingen van vele jaren genoegzaam gelogenstraft; er is water in overvloed, en men zal zorgen, dat men zelfs voor de droogste jaren gewaarborgd zij.
Dat zulks niet eerder en spoediger is geschied, is volstrekt niet de schuld der daarmede belaste ingenieurs, maar het gevolg van een aantal lokale omstandigheden en particuliere tegenwerkingen, die de regeering noopten, niet vroeger een besluit te nemen.
Ook dit is aan menigeen bekend, en de geschiedenis, bijv. der Eerbeeksche beek, is op dat punt voor velen van het publiek volstrekt geen gesloten boek.
Genoeg zij het te herinneren, dat geen mensch in deze streken woonachtig én niet de kanaalwerken eenigszins vertrouwd, thans nog aan eene behoorlijke watervoeding, ook slechts in de verte zal twijfelen.
Met de meeste hoogachting heb ik de eer my te teekenen, Mijnheer de Redacteur
Uw bereidw. dienaar
Zutphen, 10 Januari 1870.

A. M. K. W. van Ittersum.
Hiermee was de publieke discussie nog niet afgedaan. In 1871 komt het nog tot een discussie hierover in de Eerste Kamer, maar langzamerhand verstomt de kritiek toch wel. Er komt in de jaren daarna meer aandacht voor de infrastructuur van het kanaal, zoals de kwaliteit van de  sluizen.   

#### Sluizen en bruggen in het kanaal

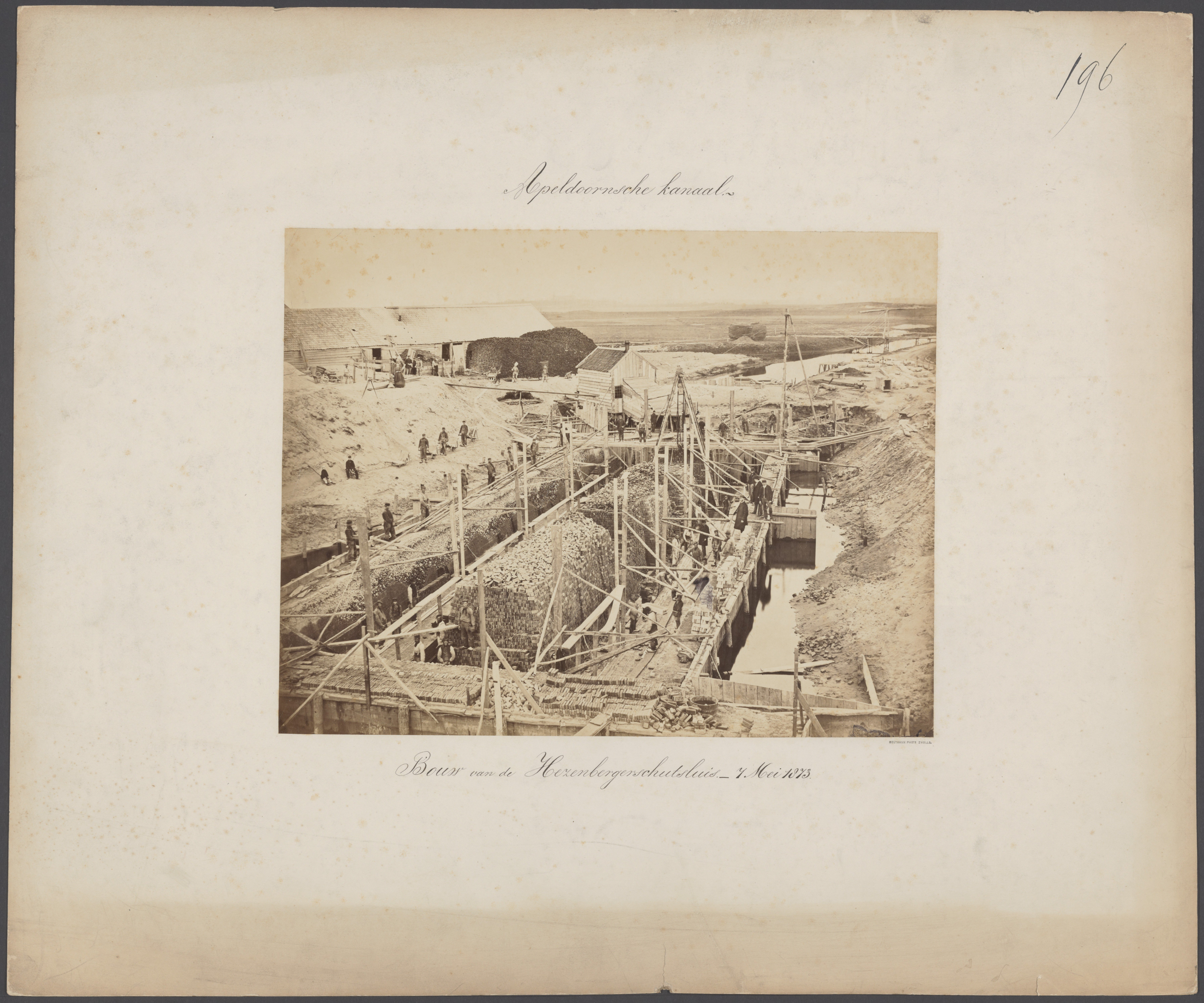
Bouw van de Hezenbergerschutsluis

Er was in die tijd ook de gedachte om het Apeldoorns Kanaal als alternatieve vaarweg tussen Dieren en Zutphen te gebruiken, omdat de waterstand in de IJssel erg onregelmatig was. Maar de sluizen waren daar alles behalve op berekend. Veel van de sluizen waren te klein en van hout,  

Met name het hout was aan vervanging toe. Het meest noodzakelijk was de vervanging van het dichtst nabij Hattem gelegen kunstwerk: de Hezenberger sluis, die bovendien  door hoge drempelligging, bij lage rivierstanden nagenoeg alle kanaalvaart onmogelijk maakte. Een derde deel van het jaar was het niet mogelijk om het kanaal tot de aangewezen diepte van slechts 1,42 m te bevaren. Besloten werd daarom om slagdrempel van de  nieuwe sluis 1,25 m lager te leggen. Die beslissing maakte de uitvoering van het werk heel lastig, omdat de grondslag uit zeer waterdoorlatend zand en grind bestond. Het was dus lastig om de bouwput droog te houden. Om de put droog te houden werd door Van Ittersum een kuip van beton ontworpen, bestaande uit een vloer van 1 m dik beton (van 3,37 m + A.P. tot 2,27 m + A.P.), waarop aan drie zijden (de langszijden en de boven- of kanaalzijde van de sluis) een betonwand werd opgetrokken, reikende tot 1,10 m + A.P., zodat enkel aan het beneden- of riviereinde nog een (houten) damwand was te slaan (eveneens reikende tot 1,10 m + A.P.) om een waterdichte ruimte te verkrijgen. Deze damwand werd later, toen de sluis voltooid was, op vloerhoogte afgezaagd; de betondwarsdam aan het boveneinde kon daarentegen behouden blijven, aangezien het peil van de bovendrempel van de sluis op 2,12 + A.P. kwam te liggen waardoor die dwarsdam deel kon blijven uitmaken van het bovensluishoofd. Het storten van 1560 m³ beton ging naar wens; het kostte 17½ etmaal (er werd dag en nacht doorgewerkt omdat de bouwput elektrisch verlicht werd, toen een complete nieuwigheid). In deze betonkuip werd nu de eigenlijke sluis opgemetseld (zie bijgaande foto van het werk in uitvoering), waarbij de bijzonderheid opvalt dat de betondwarswanden niet zijn opgenomen in de schutkolkmuren, maar van deze muren gescheiden zijn gehouden; de opening, die tussen het schuine voorvlak van de betondam en het schuine achtervlak van de schutkolkmuur overbleef, is met klei gevuld. Als verdere bijzonderheid verdient vermelding dat de beneden-sluisdeuren een gebogen vorm kregen. Ze zijn 6,18 m hoog en hebben bij lage rivierstand de bijzonder grote waterdruk van 4,40 m te keren. Het peil van de boog bedraagt 0,80 m, de wijdte tussen de slagstijlen was 6 m. Van Ittersum was niet afkerig van proefnemingen. Zo werd bij de Apeldoornse schutsluis djatihout toegepast. En op de straatwegen in de Graafschap deed hij proeven met grote Duitse klinkers, en langs alle rijkswegen, het kanaal en de sprengen, werden beplantingen aangelegd van heesters, die nog weinig of niet hiervoor gebruikt waren. Het was trouwens de tijd van proefnemingen met allerlei boomsoorten, en de koning (Willem III) ging daarin voor.

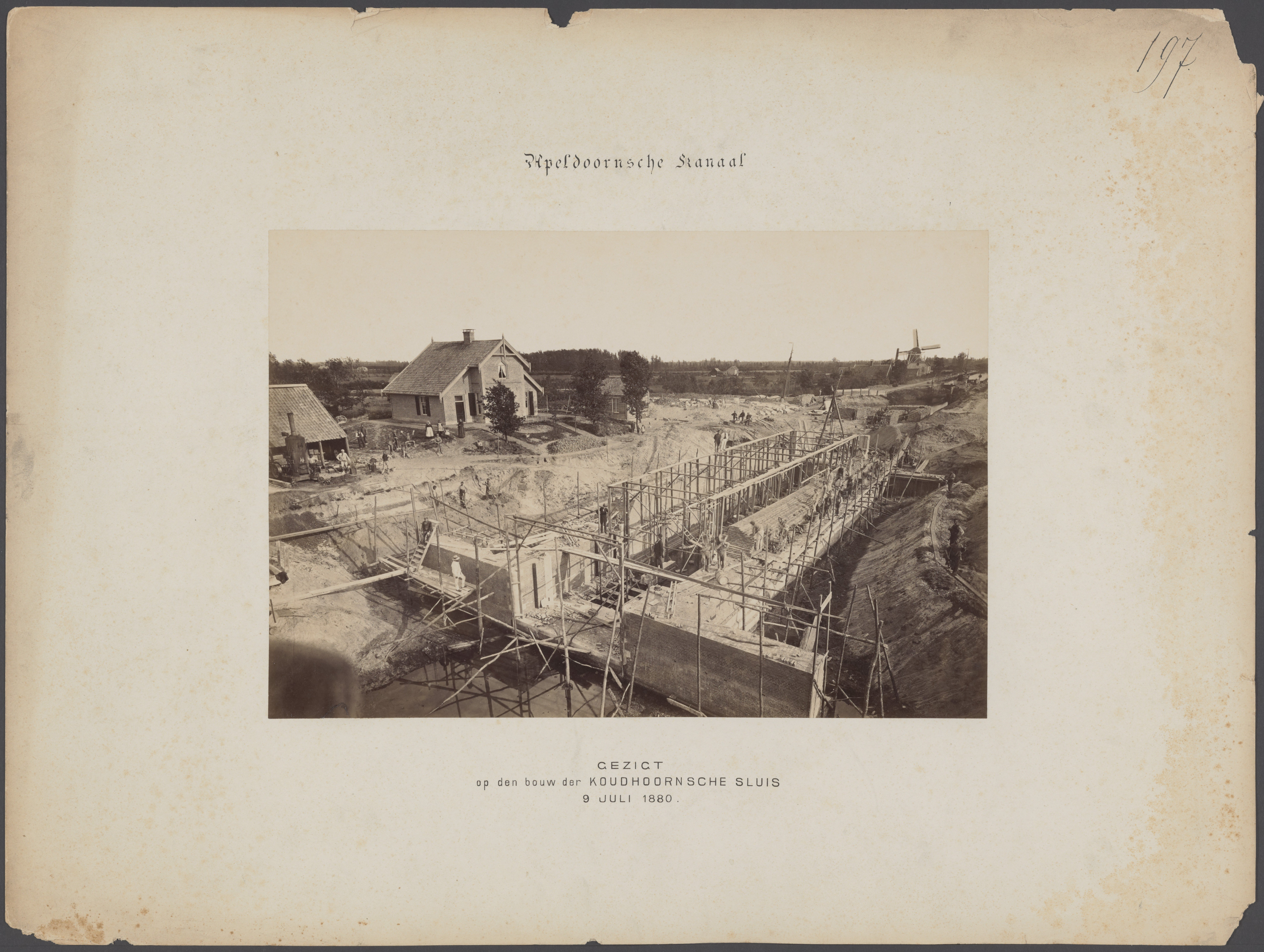
Gezicht op de bouw der Koudhoornse sluis,

Niet alleen de Hezenberger sluis werd vernieuwd. Ook de Apeldoornsche Sluis(1877/78) de Koudhoornsche Sluis (1879/80) en de Vaassensche Sluis (1881/82) werden vernieuwd. Ook werd het kanaal verdiept, en bovendien werd de kronkelende uitmonding van het kanaal in de IJssel bij Hattem (het riviertje de Grift) geheel te verlegd en wijder te gemaakt. Dit werk gaf administratief veel moeilijkheden, omdat de Hoenwaard, waardoor het werk doorheen loopt, een bijzondere eigendomssituatie had.

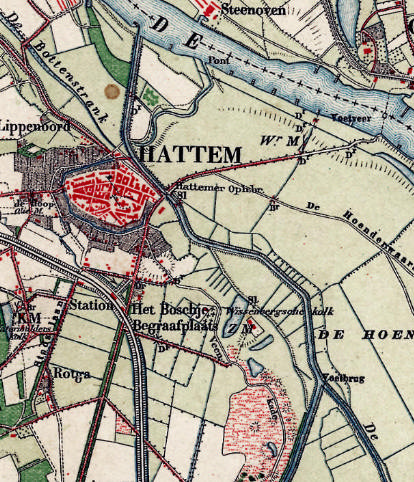
De Grift van Hattem naar de IJssel met links daarvan de nieuwe uitmonding van Van Ittersum

Maar ook het Dierense pand gaf veel werk. De vlotbruggen, die in de periode voorafgaand aan de feitelijke opening droog hadden gelegen, waren al vergaan voordat ze in gebruik konden worden genomen. Die werden vervangen door draaibruggen (een voorstel om moderne klepbruggen te maken werd door de leiding van Rijkswaterstaat afgewezen). Het kanaal zelf werd in verband met de hogere eisen van de scheepvaart verdiept. Bovendien werden  brugwachterswoningen gebouwd; iets waartoe bij dit kanaal enkel schoorvoetend werd overgegaan. Want op praktische Gelders-zuinige wijze werden op dit kanaal zo min mogelijk „ambtenaren" aangesteld. Voor de meeste bruggen zocht men bediening door boeren uit de omtrek: aan deze werd zelfs in veel gevallen de bediening van anderhalve brug opgedragen, d.w.z. behalve de brug, waar hij in de buurt woonde, moest de boer (in de regel diens vrouw of zoon) ook mee lopen tot de volgende brug — op of neerwaarts gelegen — en deze dan openen. Bij een groot kanaal zou zo iets natuurlijk niet mogelijk zijn geweest; bij dit kleine kanaal, waar de schepen meestal gejaagd werden, was dit middel daarentegen werkelijk goed gevonden en zeer zuinig. 

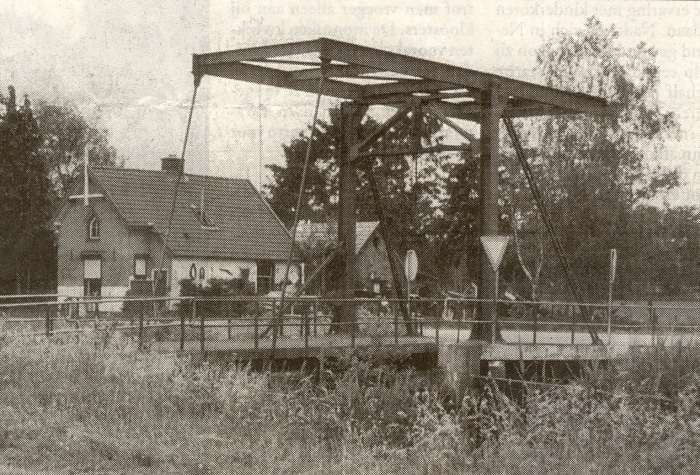
Laag Soerense brug met brugwachterswoning

Ook daar waar wachters aan te stellen waren, omdat de boeren te ver af woonden, werd de zuinigheid betracht. Liefst werden personen aangesteld, die door een pensioen of op andere wijze nog een toeslag verdienden, en dus met een gering salaris tevreden konden zijn. Men gaf hun daarenboven een lapje grond en richtte de wachterswoning niet „steedsch" in, maar echt  Veluwsch, met een „deel", een varkenshok en een koestal. Als voorbeeld kan o.a. gelden de woning bij de Laag Soerensche brug (bestek no. 89, dienst 1876) aangenomen voor ƒ2023. 
In maart 1876 was er en stormvloed, waarbij de dijken van Brummen groot gevaar liepen. Van Ittersum heeft toen noodmaatregelen getroffen, waardoor de dijk niet doorbrak. Hij heeft hiervoor de zilveren watersnoodmedaille ontvangen. 

### Andere werkzaamheden in het arrondissement Zutphen
In dit arrondissement stond 272 km verkeersweg onder zijn toezicht. Omdat er nog niet veel spoorwegen waren was het wegverkeer relatief intensief. Het belang van een sterke bestrating was groot. Daarnaast stonden langs die wegen beplantingen, en voor beplantingen had de hij een groot zwak. Tutein Nolthenius schrijft hierover:
Met genoegen denk ik nog altijd terug aan de vele dienstreizen die we te zamen maakten. De tijd daarbij besteed aan de mijlen lange inspectiereizen langs het uitgebreide wegennet in mijn diénstkring was altijd nuttig en aangenaam besteed. Bijzondere aandacht werd dan altijd gewijd aan de beplantingen, en de grondige kennis die de heer v. I.  had van de houtcultuur en de voorliefde waarmede dat onderwerp werd behandeld, maakten die reizen niet alleen zeer leerzaam, maar ook bijzonder aangenaam en onderhoudend. De groote verbeteringen en uitbreidingen aan de Rijksbeplantingen op zijn initiatief aangebracht, zullen nog in de verre toekomst genot verschatten aan allen die van die wegen gebruik maken".
De Rijkswegen onder zijn beheer waren:
- de Zuiderzeestraatweg (van dicht bij Amersfoort) over Nijkerk, Harderwijk, Nunspeet.. Elburg naar het Katerveer bij Zwolle, met zijtak naar Hattem ;
- de weg van dicht bij Amersfoort over Voorthuizen en Apeldoorn naar Twello, Deventer, en naar Zutphen;
- de weg van Deventer over Gorssel, Zutphen, Vorden, Ruurlo en Winterswijk naar de Duitse grens, met zijtak van Warnsveld tot voorbij Lochem
- de weg van Deventer naar "Voorst, (in aansluiting aan een hierboven  genoemde weg,)
- de weg van Zutphen over Brummen naar Dieren;
- de weg van Doesburg over Laag-Keppel en Doetinchem naar Duitsland.

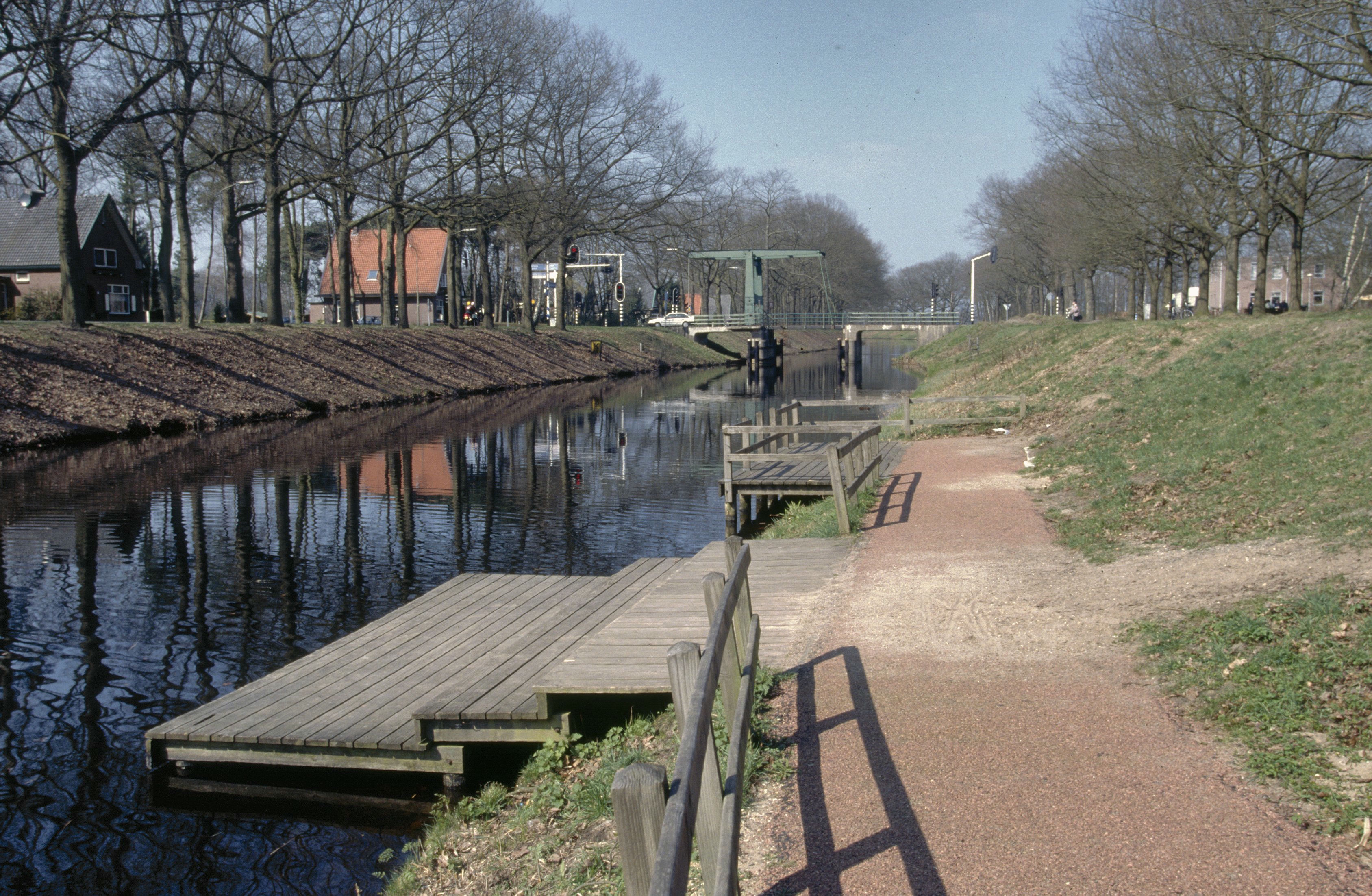
Apeldoorns kanaal ter hoogte van de Hallse brug

Niet niet alle proefnemingen zijn goed gelukt, verschillende heestersoorten zijn later door andere beplantingen vervangen; maar een bijzonder voorbeeld is de kanaalbeplanting met berken nabij de Hallse brug over het Apeldoorns kanaal. In die tijd was een beplanting met berken niet populair vanwege de geringe waarde van het berkenhout, maar voor van Ittersum was dat geen goed argument omdat bomen langs een weg toch nooit een grote commerciële waarde hebben.  Bovendien eist een commercieel interessante boom als een eik een vruchtbare grond.   
De proeven die hij nam met suiker- en gewone esdoorns zijn daarentegen minder gunstig afgelopen; alleen bij 't Woudhuis (op de weg van Apeldoorn naar Zutphen) en bij huize Putten (nabij Elburg) waren na 25 jaar nog daarmee beplante strekkingen te vinden. Tutein Nolthenius schrijft dat toen hij arrondissementsingenieur in Zutphen was (rond 1900) ze eigenlijk ten dode waren opgeschreven, maar door bemesting met kaïniet en thomasfosfaat zijn ze wel behouden.  
Op sociaal gebied stimuleerde hij dat de wegwerkers in rijksdienst ook spaargeld apart legden, door bijv. het openen van een spaarrekening of het afsluiten van een verzekering. 
in het gedenkboek van het Koninklijk Instituut van Ingenieurs verzorgde hij het hoofdstuk over de rijkswegen, maar feitelijk schreef hij alleen de inleiding. Voor de overige delen vond hij andere schrijvers. 
Ook besteedde hij veel tijd aan de spoor- en tramwegen. Het toezicht daaro berustte destijds ook bij Rijkswaterstaat. In verband daarmee maakte hij samen met ir. Bruyn Kops in 1879 een studiereis naar de stoomtramweg Hennef—Wäldbröl (de  Brölbahn) als voorbereiding van het besluit over de concessie-aanvraag voor de stoomtramweg Dieren—Doesburg—Doetichem. In Nederland bestond toen nog nergens zo’n stoomtram.

### Andere functies
Omdat Van Ittersum uit een adellijk geslacht kwam, werd hij ook voor allerlei andere functies gevraagd. Vanwege zijn drukke baan weigerde hij in het begin  veel van die baantjes. Wel accepteerde hij in 1873 een plek in de Commissie van toezicht op het Middelbaar Onderwijs en werd hij in 1875 benoemd in een Commissie der Zutphense afdeling van de vereniging Volksonderwijs, om een onderzoek in te stellen naar plaatselijke toestand van het lager onderwijs. Deze enquête vestigde de aandacht van de afdeling van deze vereniging op hem, waardoor hij tot bestuurslid werd gekozen. Later werd hij ondervoorzitter; het voorzitterschap weigerde hij. Rond die tijd kreeg hij minder werk aan het Apeldoorns Kanaal en gingen een aantal bestuurlijke taken naar andere ministeries. Hij kreeg dus meer tijd.
De  onderwijskwesties brachten hem eindelijk in 1880 in de gemeenteraad. Reeds bij een vorige verkiezing was hij, tijdens zijn afwezigheid met verlof, zonder zijn voorkennis kandidaat gesteld door de liberale kiesvereniging. Hij werd toen met een kleine minderheid verslagen door een kandidaat van de conservatieven en kerkelijken. Bij een volgende verkiezing kwam hij tegenover een kandidaat die sterk tegen de Hogere Burgerschool (HBS) was. Van Ittersum werd met 329 tegen 285 stemmen gekozen.
Tekenend voor de verhoudingen destijds is een aanbeveling van Van Ittersum als ingenieur van Waterstaat voor een liberale kandidaat voor de Staten Generaal. Minister van Heemskerk nam hem dit zo kwalijk dat deze zorgde dat hij gepasseerd werd bij een benoeming van een vervanging van de hoofdingenieur in Gelderland.
Verder heeft hij zich sterk gemaakt voor afschaffing van de dienstvervanging.

## Naar Brabant
Op 1 oktober 1881 kwam de functie van hoofdingenieur in Noord-Brabant vacant, en werd Van Ittersum als waarnemer aangesteld. en niet veel later werd hij hier definitief de hoofdingenieur. Hij had hierbij een ambivalent gevoel. Hij schrijft hierover: „Hiermede eindigde mijne eigenlijke ingenieursfunctie". Toch heeft hij in Brabant zich niet uitsluitend met bestuur bezig gehouden. Hij heeft bijvoorbeeld veel technisch werk gedaan aan de oeververdediging ven de Zuid-Willemsvaart. Hij heeft ook gezorgd voor een internationale telegraaflijn langs het traject van de Zuid-Willemsvaart. 
Hij werd toen ook Commissaris an de Nederlandse regering vor het vaststellen van de  rijksgrens tussen Baarle-Nassau en Baarle Hertog. Dat ging niet eenvoudig, en na zijn overplaatsing nar Den Haag bleef hij dit doen. Maar de zaak is niet tijdens het leven van Van Ittersum opgelost. 
Kort na aankomst in 's-Hertogenbosch werd hij door de Gemeenteraad tot lid van het bestuur der Koninklijke school voor nuttige en beeldende kunsten benoemd (1882).  Iets later werd hij, zoals de meeste waterstaatsingenieurs, gekozen tot lid van het bestuur van het Provinciaal Genootschap voor Kunsten en Wetenschappen (1883). In laatstgenoemd jaar werd hij tevens lid van de ridderschap van Gelderland en van de Illustre Lieve Vrouwe Broederschap te 's-Hertogenbosch (meer bekend als Zwanebroederschap); terwijl hij in 1885 tot ancien (ouderling) der Waalse kerk aldaar gekozen werd, hoewel hij door zijn aanneming te Neuwied eigenlijk behoorde tot de algemene Evangelische kerk in Duitsland. 
En nog eenmaal (1884) kwam hij, en wel op zeer bijzondere wijze in aanraking met een schoolkwestie. De Rijkskweekschool voor onderwijzers was in een gebouw gevestigd, dat in zo bedenkelijke toestand verkeerde, dat verbouwing of ontruiming nodig was. De Minister van Binnenlandse Zaken (toenmaals Heemskerk) eiste dat de stad hierin ten spoedigste zou voorzien. De stad stribbelde tegen en meende dat, zo vernieuwing nodig mocht zijn, deze door het Rijk te bekostigd zou moeten worden. Een onpartijdig deskundig onderzoek was dus gewenst, en de Minister, riep door tussenkomst van zijn ambtgenoot van Waterstaat de de arbitrage door Van Ittersum in, en verzocht diens aanwezigheid bij de Ministeriële inspectie. Dit was wel pikant gezien het incident bij de Zutphense verkiezing. De slotsom van het onderzoek was dat de school afgekeurd werd, hetgeen na enige jaren vechten leidde tot de verplaatsing naar Nijmegen (waar rijksgebouwen beschikbaar stonden) en tot opheffing van de leerschool die aan de kweekschool verbonden was; een door velen zeer gevreesd, door anderen (naar verluidde) gehoopt gevolg, daar deze school de enige was waar protestanten onderwijs konden krijgen samen met katholieken van allerlei rang en stand. Gelukkig gaf die opheffing aanleiding tot de oprichting van een school vanwege de Maatschappij tot Nut van 't Algemeen, waartoe plotseling de Nutsspaarbank een lang zorgvuldig bewaard, groot kapitaal beschikbaar stelde.
In verband met de waterstaatkundige toestand van Brabant valt nog te vermelden dat hij lid was van de internationale Commissie voor het maken van een ontwerp tot regeling der afwatering van de Boven-Mark (1883—1886) en lid van de Commissie tot het opmaken van een ontwerp voor een afwateringskanaal ten dienste van het Bossche inundatieveld (Drongelensch kanaal, 1888—1889).
Bij Koninklijk Besluit van 10 Mei 1889 werd hij benoemd tot ridder in de orde van de Nederlandse Leeuw.

## Zuid Holland
Op 1 oktober 1899 werd hij overgeplaatst naar Den Haag als hoofdingenieur voor die provincie. Vier jaar later werd hij Inspecteur in de eerste inspectie (omvattende Groningen, Friesland, Drenthe, Overijssel. Noord-Holland, Zuid-Holland en Zeeland). Kort daarna was hij genoodzaakt om ontslag te nemen vanwege een toename van zijn reumatische klachten.
Al in zijn Brabantse periode nam hij deel aan veel examencommissies: 1884 en 1893 opzichters-examen, 1887 en 1891 adspirant-ingenieurs-examen, 1886, 1887, 1889 en 1893 eindexamens Polytechnische School, 1891 examen machinist stoomgemaal te Ameide.
In 1890 werd een commissie ingesteld tot herziening der Algemene Voorschriften 1882. De pogingen, reeds in 1883 aangevangen, om voor alle Departementen van Algemeen bestuur eenzelfde stel voorschriften te ontwerpen, waren mislukt. Van Ittersum werd tot voorzitter van de nieuwe commissie benoemd en belastte zich met de herziening van het administratieve gedeelte. Aangezien in verband met aan de Tweede Kamer gedane beloften, de Minister deze afdeling gaarne heel snel ontving, werd zij, na vaststelling in de commissie, afzonderlijk in 1891 aangeboden en heeft zij dan ook bij afzonderlijke ministeriële beschikking de oude vervangen. Bij deze wijziging is voor het eerst het stelsel van arbitrage ingevoerd. Aan deze Commissie werd ook opgedragen een onderzoek te doen naar het verschil tussen Belgische en Nederlandse baksteen, waartoe Van Ittersum verscheidene Belgische plaatsen bezocht. Het desbetreffend verslag werd in 1894 uitgebracht.
Hij was van 1886 tot 1889 voorzitter van de Vereeniging van Burgerlijke Ingenieurs, gedurende welk tijdperk een aantal belangrijke onderwerpen behandeld werden m.b.t. de rechtspositie van ingenieurs, zoals de straf- en civielrechtelijke verantwoordelijkheid van de technici bij de uitvoering van werken; de toekomst van het personeel bij de aanleg van staatsspoorwegen, en de algemene administratieve Voorschriften voor het uitvoeren en onderhouden van werken ten behoeve van besturen en particulieren. Eveneens werd onder zijn voorzitterschap de vorm van exploitatie van het weekblad De Ingenieur gewijzigd. In 1895 werd hij opnieuw tot bestuurslid gekozen.
In vergaderingen van Kon. Instituut van Ingenieurs nam hij slechts zelden het woord; bij de behandeling van de zo geruchtmakende baksteen-basaltkwestie (10 april 1883) verdedigde hij ten sterkste het gevoelen dat de ingenieur vrij moest blijven, in het algemeen belang, in de keuze der beste bouwstoffen; een houding die hem in het weekblad voor steenbakkerij en aanverwante bedrijven aan de heftigste aanvallen blootstelde, waarop hij zich natuurlijk niet verwaardigd heeft te antwoorden.
Zijn reuma verhinderde hem de reünie-feesten van het Delftse Studentencorps in 1893 en 1898 bij te wonen.  Hij was een trouw reünist. De eerste reünie kwam zelfs door zijn initiatief in 1857 tot stand.
- Biografisch Portaal: 95597433
- International Standard Name Identifier: 0000 0003 8734 6364
- Virtual International Authority File: 605161211453840070005